# Izumi Maki
Izumi Maki (jap. 真木 和, Maki Izumi, nach Heirat Izumi Yamaoka (山岡 和, Yamaoka Izumi); * 10. Dezember 1968 in Namikata, Präfektur Ehime; † 18. Oktober 2018 in Minō, Präfektur Osaka) war eine japanische Langstreckenläuferin.

## Leben
1991 war sie bei der japanischen Meisterschaft über 10.000 Meter die schnellste Einheimische und kam bei den Weltmeisterschaften in Tokio über dieselbe Distanz auf den 20. Platz.
Im Jahr darauf stellte sie über 10.000 Meter mit 31:40,38 min einen Landesrekord auf, wurde nationale Meisterin und belegte bei den Olympischen Spielen in Barcelona den 12. Platz.
1993 kam sie, erneut über 10.000 Meter startend, bei den Weltmeisterschaften in Stuttgart nicht über den 17. Platz hinaus. Einen Monat später stellte sie dann mit 1:06:48,8 h einen Weltrekord im 20.000-Meter-Bahnlauf auf.
In den folgenden Jahren wandte sie sich endgültig den längeren Distanzen zu. 1994 gewann sie den Halbmarathonbewerb des Gold-Coast-Marathons. 1995 kam sie beim Sapporo-Halbmarathon als Erste ins Ziel, wurde jedoch wegen Dopings disqualifiziert und für drei Monate gesperrt.
Mit einem Sieg beim Nagoya-Marathon 1996 qualifizierte sie sich für den Marathon der Olympischen Spiele in Atlanta, bei dem sie Zwölfte wurde.
Danach beendete sie ihre sportliche Laufbahn und wurde Trainerin. 2003 heiratete sie, und einige Zeit später brachte sie einen Sohn zur Welt.
Izumi Maki startete für das Firmenteam von Wacoal. Sie gehörte zum Beraterstab der Fujita Running Academy ihres ehemaligen Trainers Nobuyuki Fujita.
Im Alter von 49 Jahren erlag Maki einem Brustkrebsleiden.

## Persönliche Bestleistungen
- 5000 m: 15:27,12 min, 6. Mai 1991, Shizuoka
- 10.000 m: 31:40,38 min, 3. Mai 1992, Kōbe (ehemaliger japanischer Rekord)
- Stundenlauf: 17.693 m, 1. Oktober 1994, Amagasaki
- 20.000 m: 1:06:48,8 h, 19. September 1993, Amagasaki (Asienrekord, ehemaliger Weltrekord)
- Halbmarathon: 1:08:18 h, 21. Januar 1996, Tokio
- Marathon: 2:27:32 h, 10. März 1996, Nagoya